# Alex González
Alejandro González Trujillo (Miami, 24 de fevereiro de 1969) é um músico estadunidense de origem cubana e colombiana. Ele é um membro, baterista e compositor das bandas Maná e De La Tierra, e é conhecido como "El Animal". González descobriu sua paixão por tocar bateria aos cinco anos quando chamou a atenção de uma professora de jardim de infância que lhe deu um kit de bateria de brilho vermelho. Ele levou o instrumento muito a sério e encontrou-se com um professor pouco tempo depois.
Aos quinze anos, integrou-se a banda Maná, participando do álbum ¿Dónde jugarán los niños? de 1992 e que foi certificado como ouro nos Estados Unidos. Ele cita Ringo Starr, John Bonham, Keith Moon, Stewart Copeland, Neil Peart e Terry Bozzio como influências.
Desde então a banda é referência do gênero nos Estados Unidos, onde começaram a tocar em 1993 e foram responsáveis por influenciar outras bandas. Alex alegou: "Eu acho incrível que bandas de língua espanhola como a nossa possam vender milhões de álbuns e fazer concertos em arenas lotadas nos EUA. Também é legal ver quantos 'anglos' estão sendo fisgados pela nossa música." Seu talento foi destaque na revista Modern Drummer, Drummerworld, e Drum.